# Mekar Jaya (Tanah Kampung)
Mekar Jaya is een bestuurslaag in het regentschap Sungai Penuh van de provincie Jambi, Indonesië. Mekar Jaya telt 588 inwoners (volkstelling 2010).